# پاپی ثنایایی
پاپی ثنایایی یا تاولچهٔ نیشی برجستگی گِردی است در انتهاء پیشین خط پیوستگی در استخوان کام دهان انسان و دیگر جانداران.
پاپی ثنایایی در پشت دندان‌های نیش واقع شده و یکی از مرزهای درز کامی را مشخص می‌کند.